# In de ban van de spin
In de ban van de spin is het 108ste album van de Urbanusreeks verschenen in 2004.

## Samenvatting
Tollenbeek zit opgescheept met een vogelspinnenplaag. Cesar leidt de spinnenbende en hij geeft aan hen de opdracht Tollenbeek te plunderen. Eufrazie is zwanger van Odilon en Urbanus wordt gepest door een meisje Leentje genaamd.